# Laccersäure
Laccersäure (n-Dotriacontansäure) ist eine chemische Verbindung aus der Gruppe der gesättigten höheren Fettsäuren. Sie zählt zur Untergruppe der Wachssäuren. Sie ist Bestandteil von Stocklackwachs, Wollfett und von mehreren Blattwachsen sowie von Montanwachs. Ihre Salze und Ester heißen Lacceroate (systematisch auch Dotriacontanoate).